# Yeni Malatyaspor
Yeni Malatyaspor is een Turkse voetbalclub uit Malatya. De thuishaven is het Yeni Malatya stadion.

Malatya ligt in Oost-Anatolië.

## Geschiedenis
De club werd in 1986 opgericht onder de naam Malatya Belediyespor en speelde vooral op het Turkse derde en tweede niveau. In 2015 promoveerde de club naar de TFF 1. Lig. Als gevolg van een sponsordeal werd de naam vanaf december 2015 tijdelijk veranderd naar Alima Yeni Malatyaspor. Per 30 november 2016 heeft de club een andere sponsor gevonden, waardoor de naam is veranderd naar Evkur Yeni Malatyaspor, de overeenkomst is geldig tot het einde van het seizoen. In het seizoen 2016-17 eindigde de club als runner-up in de TFF 1. Lig, waardoor voor het eerst promotie naar de Süper Lig werd afgedwongen. Vanaf augustus 2019 ondertekende de club een eenjarig sponsorovereenkomst waardoor de club verder ging als BTC Türk Yeni Malatyaspor.

### Aardbeving
In februari 2023 werd het terrein van de club getroffen bij een zware aardbeving. Doelman Ahmet Eyüp Türkaslan overleefde de aardbeving niet. Naar aanleiding van de ramp maakte de clubleiding bekend zich terug te trekken uit de nationale competitie voor dat seizoen. De Turkse voetbalbond maakte bekend dat ze gehandhaafd zouden worden in de competitie voor het volgende seizoen.
De Turkse voetbalbond maakte bekend dat de club ook voor het seizoen 2023-2024 niet uit zou komen in de competitie en dat ze zouden worden gehandhaafd. Het verzoek om ook voor het seizoen 2024-2025 gespaard te worden van de competitie werd afgekeurd door de Turkse voetbalbond. De eerste wedstrijd werd reglementair toegewezen aan de tegenstander, omdat Yeni Malatyaspor niet kwam opdagen. Daarna liet de club weten alsnog mee te zullen doen aan het seizoen en werd ze tijd gegeven om spelers bij elkaar te vinden. De eerstvolgende competitiewedstrijd werd verplaatst en daarna deed de club weer mee, weliswaar met een ploeg die niet was opgewassen tegen de rest van de teams in de competitie.

## Gespeelde divisies
- Süper Lig: 2017-2022
- TFF 1. Lig: 2015-2017, 2022-
- TFF 2. Lig: 1999-2000, 2008-2009, 2010-2015
- TFF 3. Lig: 1998-1999, 2000-2001, 2007-2008, 2009-2010
- Amateurreeksen: 1986-1998, 2001-2007

## Yeni Malatyaspor in Europa
Uitslagen vanuit gezichtspunt Evkur Yeni Malatyaspor
| Seizoen | Competitie    | Ronde | Land              | Club               | Totaalscore | 1e W    | 2e W    | PUC |
| ------- | ------------- | ----- | ----------------- | ------------------ | ----------- | ------- | ------- | --- |
| 2019/20 | Europa League | 2Q    | Vlag van Slovenië | Olimpija Ljubljana | 3-2         | 2-2 (T) | 1-0 (U) | 2.5 |
|         |               | 3Q    | Vlag van Servië   | FK Partizan        | 2-3         | 1-3 (U) | 1-0 (T) | 2.5 |

Totaal aantal punten voor UEFA coëfficiënten: 1.5

## Bekende (oud-)spelers
- Murat Akça
- Bülent Akın
- Nacer Barazite
- Thievy Bifouma
- Umut Bulut
- Serkan Çalık
- Mitchell Donald
- Boubacar Diabang Dialiba
- Sunday Mba
- Gökhan Töre
- Murat Yıldırım